# Benzambé
Benzambé ou Ben-Zambé,  est une des 20 communes de la préfecture de l’Ouham, en République centrafricaine. Elle s'étend au nord-ouest de la ville de Bossangoa.

## Situation
Benzambé est une commune rurale traversée par la route régionale RR 24 reliant Bossangoa (RN1) à Kambakota. Elle est limitée au sud par la rivière Ouham, qui la sépare de la commune de Soumbé.
|              | Bédé     |            |
| Nana-Bakassa | Benzambé | Ouham-Fafa |
|              | Soumbé   | Bouca-Bobo |

## Villages
Les villages principaux sont : Gpt Bouansouma, Bonguéré, Botengué, Bongo et Bodanka. 
La commune compte 85 villages en zone rurale recensés en 2003 : Arabe, Besse, Bobabissa, Bobo, Bodoguene, Bodora, Bodoue, Bofire, Bogago, Bogam, Bogato, Bogato Bogbele, Bogin, Bogouna, Boguida, Bokonzoure, Bokote, Bolakaba, Bolangba, Bomaindo, Bomandere, Bomanou, Bomaya Kete, Bomayaka, Bombere Kete, Bombere Kota, Bombesseme, Bombong 1, Bombong 2, Bomeya Kota, Bondingmo, Bondo, Bondoro, Bonganon, Bongbara, Bongo, Bongone, Bongossi, Bonguere, Boraka, Borro, Bossende, Bosson, Bossoukpa, Botabo, Botanga, Botangou, Botare, Botengue, Botoumon, Bouansouma, Bowila, Boyaka, Boyambe, Boyonro, Bozango, Bozanou, Bozoro, Brobo 1, Doualeme, Douasson, Gaga, Gbabiro, Gbadore, Gbakain, Gbakanga, Gbakara, Gbakera, Gbanbara, Gbayongmo, Gobana, Gola Kete, Gola Kota, Guette, Kadera, Kakouda Dimon, Kalawai, Kamona, Karounga, Korro, Ndonga, Ndoron, Tigabila, Zorro.

## Éducation
La commune compte 14 écoles publiques : Bogouna, Bonguere, Boraka, Djioalamen, Bouansouma, Gbakera, Boding-Mon, Kakuda-Dimon, Bongam, Bokoute, Doualem, Gbakera, Bongam et Bogouna B.

## Personnalités
L'ancien Président François Bozizé est originaire de la commune.